# Xã Jones, Quận Morton, Kansas
Xã Jones (tiếng Anh: Jones Township) là một xã thuộc quận Morton, tiểu bang Kansas, Hoa Kỳ. Năm 2010, dân số của xã này là 14 người.